# 丸岡城
丸岡城（まるおかじょう）是日本福井縣坂井市丸岡町霞的一座城堡。江戶時代是丸岡藩藩廳。

## 概要
丸岡城位於丸岡市街地東邊在一坐小丘陵上，周圍設有五角形的堀。是日本十二個現存天守的城堡之一，石垣亦是現存。此以還有因遷移而現存的建築物，包括小松市興善寺及市蓮正寺。五角形內堀現時被沒埋在地底，現正計劃將其掘出地面。

## 歷史
1576年（天正4年）柴田勝豐被柴田勝家命令築城，勝豐由豐原寺城移到此地，當時與柴田勝家建造的北庄城是同時期建造的。本能寺之變後，勝豐遷到長濱城，由城代安井家清管治。1583年柴田勝家被羽柴秀吉擊敗，丸岡城為丹羽長秀轄下的領地，並由青山宗勝成為城主。1600年（慶長5年）關原之戰後，青山忠元支持西軍被移封，由結城秀康管轄，並由家臣今村盛次為2萬6千石城主。1612年盛次因越前騒動失勢，由本多成重成為新的城主。
1624年松平忠直被流放至豐後國，本多成重獲立為譜代大名，成立丸岡藩。1695年（元祿8年）第四代益重出現御家騷動而被改易。取而代之是糸魚川藩主有馬清純，有馬氏八代管治丸岡大帶至廢藩置縣為止。
丸岡城由明治政府接替後，剩下天守，其餘建造物則被拆除。1901年丸岡城成為了城公園，而圍著城堡四周的堀則在大正末年至昭和初期被拆除。1934年根據國寶保存法成為了日本國寶。1948年因地震而倒下。1950年成為了重要文化財。地震而倒下的城堡則在1955年修補完成。2006年4月6日被選為日本100名城之一。

## 構造

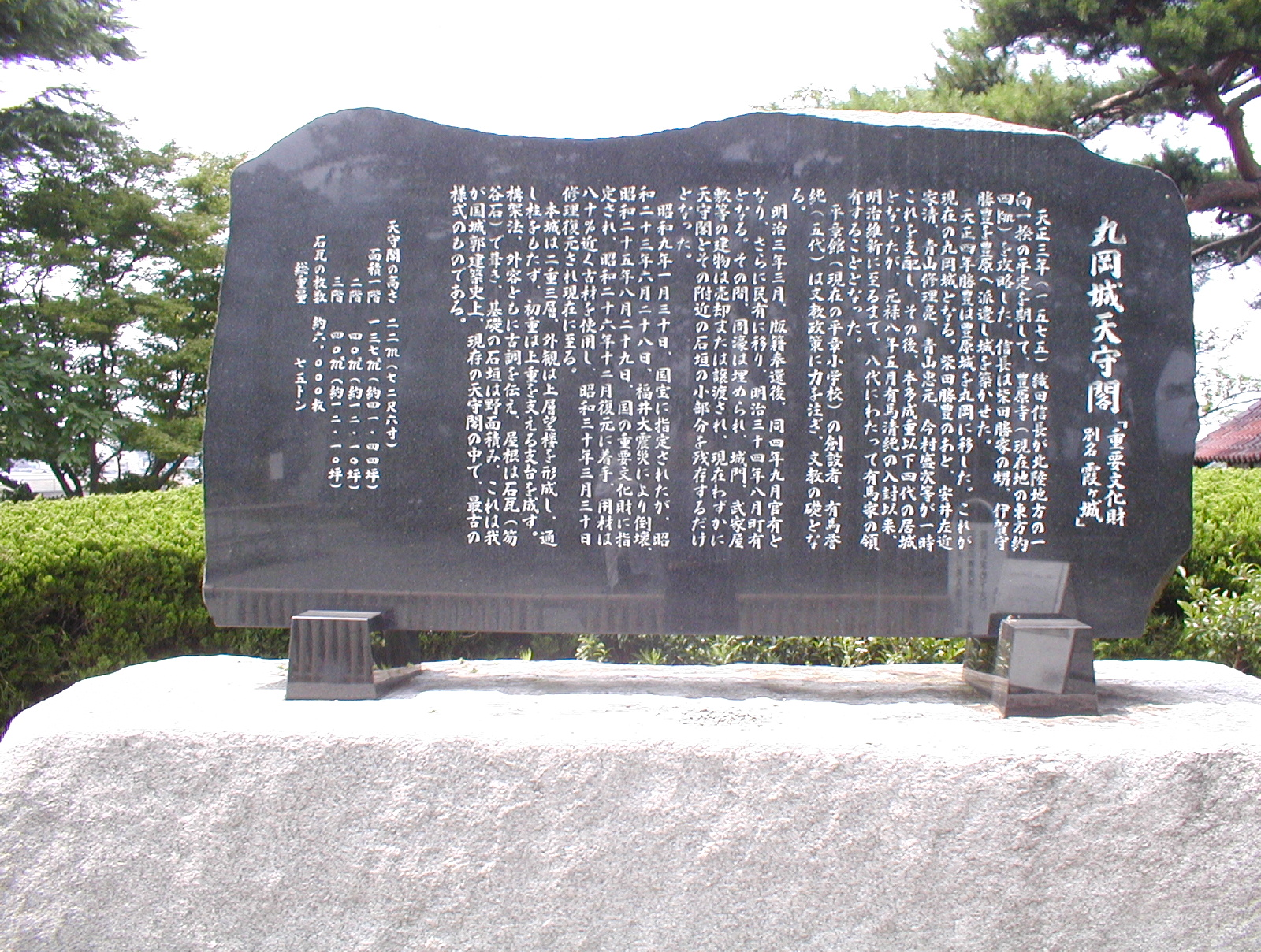
丸岡城介紹石碑

### 天守
丸岡城的天守是望樓式2重3層天守。大入母屋之上有小型的古式風格望樓。屋根瓦是使用笏谷石製造，這些石可以在寒冷地區找到。關於天守的建造年份，丸岡城被公認為現存天守之中最古老的天守（另一說法是犬山城），亦是唯一一座現存2重3層的天守。但是天守建造年份則有不同說法。一個是1576年柴田勝豐建造城堡時而建造，別一個說法在文祿年間建造或進行改建。

### 其他
城堡採用五角形內堀，利用河川設置外濠，而城下町將整個城堡包圍。天守的石碑源自本多作左衛門重次在長篠之戰陣中寄給妻子的書信：
| 意譯：簡單幾句：小心用火、不要讓阿仙哭泣（意指照顧好兒子仙千代）、把馬養肥。 |

這封內容簡潔扼要的家書後來被稱為「日本最短的書信」。
石垣則採用野面積方法建造。此外城堡在春季長滿櫻花，因為丸岡城的別名又被稱為霞城。

## 關連項目
- 日本100名城
- 日本櫻名所100選
- 現存天守
- 戰國自衛隊
- 亂
- 福井青春物語
- 一笔启上 日本最短书信馆

## 外部連結
- 丸岡城（坂井市官方網站）